# Hank Brown
Pour les articles homonymes, voir Brown.
Hank Brown (né le 12 février 1940 à Denver) est un homme politique américain républicain, sénateur du Colorado entre 1991 et 1997. Il est président de l'université du Colorado entre 2005 et 2008.